# Derambila strigicosta
Derambila strigicosta är en fjärilsart som beskrevs av W. Warren 1903. Derambila strigicosta ingår i släktet Derambila och familjen mätare. Inga underarter finns listade i Catalogue of Life.